# 东汉灭蜀之战
东汉灭蜀之战，东汉建武十一年（35年）春至建武十二年（36年）十一月，汉光武帝刘秀平定益州北部（今四川、陕西汉中）成家皇帝公孙述，完成东汉统一的战役。
建武四年（28年），公孙述进攻关中失败，退守汉中巴蜀。隗嚣反汉后，公孙述曾数次救援陇西，意图帮助隗嚣阻止汉军从武都（郡治武都道，今甘肃省西和县西南）入蜀。建武九年（33年）三月，隗嚣灭亡之前，公孙述又派田戎、任满、程汛率兵由江关（今重庆市奉节县东北瞿塘峡口）东下，取巫县（今巫山北）、夷陵（今湖北宜昌东南）、夷道（今湖北宜都），占据长江天险的荆门、虎牙（今湖北宜昌东长江两岸）两山，汉軍沿长江西进。北面派王元、环安据守河池（今甘肃省徽县西北），防汉军由天水下入蜀。
建武十一年（35年）三月，光武带采取南北水陆并发的作战方略，命大司马吴汉率荆州兵六万，马五千匹，于荆门与岑彭会合，沿长江西上入蜀。来歙、盖延率诸军自陇西南下攻河池入蜀。南线岑彭军沿长江西上，攻克荆门，俘获程讯，斩杀任满，田戎退守江州（今重庆市北嘉陵江北岸），岑彭由三峡，长驱直入江关。沿途郡县降附东汉，大军逼近江州，同年六月，北路岑彭軍大败王元、环安军，攻破下辨（今甘肃省成县西北）、河池，挺近蜀中。公孙述派人刺杀来歙，刘秀于是派将军刘尚继续率军南下。江州城固粮多，不易攻破，岑彭留兵围困，自率主力直指垫江（今重庆合川），攻破平曲（今合川东）。公孙述令其将延岑、吕鲔、王元、公孙恢率军拒守广汉郡（郡治梓潼县）、资中（今四川资阳），另派侯丹率2万人拒守黄石（今四川涪陵县东北横石滩），岑彭留下臧宫在平曲拒延岑，自率大军折回江州，沿江西上，袭破黄石，兼程二千余里，迂回到岷江中游，占领武阳（今四川彭山东），进击广都（今四川成都市南岷江东北岸）。公孫述派人刺杀岑彭，刘秀命吳汉率兵三万赶到军前，接替岑彭指挥。
建武十二年（36年）正月，吳汉败成家军于負成（今四川眉山之岷江渡口）进围武阳，歼灭成家军五千余人。西上再破广都，逼近成都。吳汉求胜心切，率2万步骑进攻成都，兵败。吳汉于是改变战术，夜间撤到锦江南岸与副将刘尚合兵，并力对敌，转败为胜。此后，吳汉与蜀軍战于成都、广都之间，消灭公孙述大量有生力量，兵临成都城下。十一月，臧宮攻克繁县（今四川彭县西北）、郫县（今四川郫县）与吳汉会师，合攻成都。公孙述招募五千敢死队交给延岑指挥，准备决战。延岑在市桥（今四川成都市南郊）大败吳汉。吴汉隐藏精锐，示弱诱敌。公孙述贸然出击，蜀军大败，公孙述重伤而死。延岑见大勢已去，率成都守军降汉。